# Gare de Lorcé-Chevron
La gare de Lorcé-Chevron (anciennement Naze) est une ancienne halte ferroviaire belge de la ligne 42, de Rivage à Gouvy-frontière située au hameau de Naze sur le territoire de la commune de Stoumont, dans la province de Liège en Région wallonne.

## Situation ferroviaire
La gare de Lorcé-Chevron se trouvait au point kilométrique (PK) 19,0 de la ligne 42, de Rivage à Gouvy-frontière entre les gares également fermées de Quarreux et Stoumont.

## Histoire
La ligne de l'Amblève (Rivage - Trois-Ponts) est mise en service en deux étapes en 1885 et 1890 par les Chemins de fer de l'État belge, reliant la ligne de l'Ourthe à celle de Spa à la frontière luxembourgeoise. Il n'y a alors pas de gare entre Quarreux et Stoumont.
En 1895, les Chemins de fer de l'État belge mettent en service un point d'arrêt près de Lorcé. Il porte alors le nom de Naze, village le plus proche où un pont sur la rivière Amblève permet de gagner Lorcé, ancien chef-lieu de la commune, et Chevron, commune réputée pour ses sources d'eau minérale, notamment celle de Bru. En 1908, la halte prend le nom de Lorcé-Chevron.
Une photographie des premières installations montre un bâtiment de halte constitué d’anciennes caisses de voitures à voyageurs en bois reposant sur des murs en pierre accolés au talus. Dans les années 1900-1910, un bâtiment de gare en dur y est construit et une seconde voie est visible.

## Patrimoine ferroviaire
Plus récent que les gares d'origine de la ligne, le bâtiment des recettes de Lorcé-Chevron appartient au plan type 1893 dont il se singularise par ses façades dont la partie supérieure est décorée de colombages. La toiture est à demi-croupes et le reste des façades est en pierre de taille.